# Gianfranco De Luca
Gianfranco De Luca (Atri, 11 settembre 1949) è un vescovo cattolico italiano, dal 7 dicembre 2024 vescovo emerito di Termoli-Larino.

## Biografia
Nasce ad Atri, allora sede vescovile, in provincia di Teramo, l'11 settembre 1949.

### Formazione e ministero sacerdotale
Compie gli studi medi nel seminario vescovile di Penne, quelli ginnasiali nel seminario diocesano di Teramo e quelli liceali e teologici nel Pontificio Seminario Regionale "San Pio X" di Chieti.
Il 25 agosto 1974 è ordinato presbitero, nella cattedrale di Santa Maria Assunta ad Atri, per la diocesi di Atri, dal vescovo Abele Conigli.
Dopo l'ordinazione è parroco di Tossicia dal 1974 al 1981; cappellano della casa circondariale di Teramo dal 1981 al 1983; dal 1982 al 1985 svolge il servizio pastorale nelle parrocchie di San Giorgio di Crognaleto e Macchia Vomano di Crognaleto. È parroco di San Nicolò a Tordino dal 1985 al 2006; durante il mandato è anche vicario foraneo e canonico della concattedrale di Atri.
Ricopre, inoltre, gli incarichi di responsabile della pastorale giovanile, di responsabile del Centro diocesano per l'evangelizzazione e la catechesi e di docente di teologia fondamentale presso l'Istituto di scienze religiose di Teramo. È membro del collegio dei consultori e del consiglio presbiterale della diocesi di Teramo-Atri.

### Ministero episcopale
Il 22 aprile 2006 papa Benedetto XVI lo nomina vescovo di Termoli-Larino; succede a Tommaso Valentinetti, precedentemente nominato arcivescovo metropolita di Pescara-Penne. Il 23 giugno successivo riceve l'ordinazione episcopale, nel santuario di San Gabriele dell'Addolorata a Isola del Gran Sasso d'Italia, dal cardinale Giovanni Battista Re, prefetto della Congregazione per i vescovi, co-consacranti gli arcivescovi Paolo Romeo, nunzio apostolico in Italia, e Tommaso Valentinetti, suo predecessore. Il 1º luglio prende possesso della diocesi.
Il 29 settembre 2012 istituisce la nuova struttura della curia diocesana di Termoli-Larino.
In seno alla Conferenza episcopale dell'Abruzzo-Molise ricopre gli incarichi di segretario, dal 7 giugno 2006 al 2011, e di vicepresidente, dal 4 ottobre 2017 all'11 gennaio 2022.
Il 7 dicembre 2024 papa Francesco accoglie la sua rinuncia, presentata per raggiunti limiti di età, al governo pastorale della diocesi di Termoli-Larino; gli succede Claudio Palumbo, fino ad allora vescovo di Trivento. Rimane amministratore apostolico della diocesi fino all'ingresso del successore, avvenuto il 22 febbraio 2025.

## Genealogia episcopale
La genealogia episcopale è:
- Cardinale Scipione Rebiba
- Cardinale Giulio Antonio Santori
- Cardinale Girolamo Bernerio, O.P.
- Arcivescovo Galeazzo Sanvitale
- Cardinale Ludovico Ludovisi
- Cardinale Luigi Caetani
- Cardinale Ulderico Carpegna
- Cardinale Paluzzo Paluzzi Altieri degli Albertoni
- Papa Benedetto XIII
- Papa Benedetto XIV
- Papa Clemente XIII
- Cardinale Enrico Benedetto Stuart
- Papa Leone XII
- Cardinale Chiarissimo Falconieri Mellini
- Cardinale Camillo Di Pietro
- Cardinale Mieczysław Halka Ledóchowski
- Cardinale Jan Maurycy Paweł Puzyna de Kosielsko
- Arcivescovo Józef Bilczewski
- Arcivescovo Bolesław Twardowski
- Arcivescovo Eugeniusz Baziak
- Papa Giovanni Paolo II
- Cardinale Giovanni Battista Re
- Vescovo Gianfranco De Luca

## Araldica
| Stemma | Descrizione |
| ------ | --- |
|        | Nello vi è uno sfondo in oro, il metallo più nobile, simbolo della Virtù più importante, la Fede; la croce, ad indicare come per arrivare alla salvezza bisogna passare dalla croce, dalla sofferenza; la fiamma, che indica lo Spirito Santo; la stella, simbolo della Madonna, patrona della città di Teramo, in cui De Luca ha svolto il proprio ministero; la palma del martirio, simbolo di santa Reparata, patrona di Atri, città natia del vescovo; le onde, che ricordano il mare Adriatico su cui si affacciano le diocesi di Teramo-Atri e di Termoli-Larino. |